# Nicholas Musuraca
Nicholas Musuraca, (Riace, 25 d'octubre de 1892 − Los Angeles, 3 de setembre de 1975) va ser un destacat director de fotografia Italià. Entre altres va ser el director de fotografia de pel·lícules com ara Cat People (1942) i Out of the Past (1947) del director Jacques Tourneur o The Blue Gardenia de Fritz Lang.

## Història
Va començar la seva carrera en el món del cinema com el xofer del productor de cinema mut J. Stuart Blackton. La seva professionalització en el món del cinema s'inicia el 1918 com a càmera i després el 1923 com a cap de fotografia treballant darrere d'escenes en nombroses pel·lícules d'acció silenciosa i de sèrie B abans de convertir-se en un dels directors de fotografia principals de la RKO Pictures a la dècada de 1930-1940. Va establir un nou look en el cinema negre amb el siluetejat de personatges, forts contrastos de llum i l'ús d'abstraccions, desenvolupant un estil expressionista a través de composicions geomètriques d'il·luminació i un món propi, de característiques oníriques i aspecte amenaçant. Mentre treballava a la RKO va ser nominat per a un Premi Oscar el 1947 pel seu treball a Mai l'oblidaré. Després de treballar breument a la Warner Bros a finals de 1950, Musuraca es va unir a Desilu, on va passar els seus últims anys d'activitat treballant a la Televisió. En aquesta va treballar a la sèrie sitcom F Troop.

## Filmografia destacada
- 1938: The Mad Miss Manton de Leigh Jason
- 1938: Everybody's Doing It de Christy Cabanne
- 1938: Night Spot de Christy Cabanne
- 1938: Dones condemnades (Condemned Women) de Lew Landers
- 1939: El transatlàntic del Pacífic (Pacific Liner) de Lew Landers
- 1939: Five Came Back de John Farrow
- 1940: El desconegut del tercer pis (Stranger on the Third Floor) de Boris Ingster
- 1942: Cat People de Jacques Tourneur
- 1943: The Seventh Victim de Mark Robson
- 1943: El vaixell fantasma (The Ghost Ship) de Mark Robson
- 1943: Passatge al futur (Gangway for Tomorrow) de John H. Auer
- 1944: La maledicció de la pantera (The Curse of the Cat People) de Robert Wise i Gunther von Fritsch
- 1945: L'escala de cargol (The Spiral Staircase) de Robert Siodmak
- 1945: El cel de la Xina (China Sky) de Ray Enright
- 1946: Deadline at Dawn de Harold Clurman
- 1946: The Locket de John Brahm
- 1947: Out of the Past de Jacques Tourneur
- 1947: The Bachelor and the Bobby-Soxer d'Irving Reis
- 1948: Mai l'oblidaré (I Remember Mama) de George Stevens
- 1948: Blood on the Moon de Robert Wise
- 1949: I Married a Communist
- 1950: On viu el perill (Where Danger Lives)
- 1951: Roadblock
- 1952: Clash by Night de Fritz Lang
- 1953: The Hitch-Hiker d'Ida Lupino
- 1953: The Blue Gardenia de Fritz Lang

## Premis i nominacions
- 1949. Nominació a l'Oscar a la millor fotografia per Mai l'oblidaré.